# Entourage (película)
Entourage es una película que sirve como continuación de la serie de HBO, Entourage. Es protagonizada por el elenco de la serie de televisión, incluyendo a Kevin Connolly, Adrian Grenier, Kevin Dillon, Jerry Ferrara y Jeremy Piven. La película fue estrenada el 5 de junio de 2015 en Estados Unidos y Canadá.

## Elenco
- Adrian Grenier como Vincent Chase.
- Kevin Connolly como Eric Murphy.
- Jeremy Piven como Ari Gold.
- Kevin Dillon como Johnny "Drama" Chase.
- Jerry Ferrara como Turtle.
- Perrey Reeves como Melissa Gold.[1]
- Rex Lee como Lloyd Lee.[2]
- Scott Caan como Scott Lavin.[3]
- Debi Mazar como Shauna.[3]
- Constance Zimmer como Dana Gordon.[4]
- Emmanuelle Chriqui como Sloan.[2]
- Rhys Coiro como Billy Walsh.[2]
- Nora Dunn como Dr. Marcus.[5]
- Alan Dale como John Ellis.[6]
- Bow Wow como Charlie[7]
- Billy Bob Thornton como Larsen McCredle[8][2]
- Haley Joel Osment como Travis McCredle.[9][2]
- Martin Landau como Bob Ryan.[10]
- Kid Cudi como el asistente de Ari.[11]
- Mark Wahlberg como él mismo.[6]
- Calvin Harris como él mismo.[6]
- Tom Brady como él mismo.[12]
- Rob Gronkowski como él mismo.[12]
- Julian Edelman como él mismo.[12]
- Stevan Ridley como él mismo.[12]
- Liam Neeson como él mismo.[13]
- Emily Ratajkowski como ella misma.[5]
- Cynthia Kirchner como ella misma.[14]
- Piers Morgan como él mismo.[15]
- Russell Wilson como él mismo.[16]
- Ronda Rousey como ella misma.[17]
- Thierry Henry como él mismo.[18]

## Producción
En agosto de 2010, cuando se confirma que Entourage terminaría después de su octava temporada, el creador, Doug Ellin expresó interés en escribir una película después que la serie terminara.
En septiembre de 2011, Adrian Grenier confirmó que habría una película. El productor ejecutivo, Mark Wahlberg confirmó que se estaba haciendo una película y dijo, "Haré cualquier cosa para que se haga esta película." En junio de 2012, Wahlberg dijo que el elenco estaba en trabajo durante la producción de la película, que sería posiblemente en Europa.
En septiembre de 2012, se confirmó que Ellin había completado el guion y que se realizaría seis meses después del fin de la temporada. En enero de 2013, se confirmó que Ellin sería el director de la película y que Warner Bros. sería quien distribuiría la película. En octubre de 2013 el reparto fue elegido. El rodaje empezó el 19 de febrero de 2014, en Los Ángeles, además de filmarse en Miami. La película se estrenaría el 12 de junio de 2015, pero el 25 de octubre de 2014, Warner Bros. cambió la fecha al 5 de junio de 2015.
En marzo de 2014, se informó de que Lilly Banks, Maia Davis, Spencer Scott, y Anna Morna habían grabado escenas para la película.